# Західносибірська лайка
Західносибірська лайка (англ. West siberian laika) — порода мисливських собак. За класифікацією МКФ належить до 5 групи (шпіци та примітивні). Собака характеризується не лише функціональною і природною красою, але і прекрасними робочими якостями, універсальністю, а також витривалістю і здатністю чудово адаптуватися до найрізноманітніших природних умов і умов утримання. З західносибірською лайкою полюють на хутрових звірів, диких кабанів і водоплавних птахів, ведмедів, копитних тварин.

## Походження
Мисливський собака лісової смуги Уралу, Західної й Середньому Сибіру. Виведений в декількох кінологічних центрах на основі мисливських промислових собак місцевих порід лайок (хантийських і мансійських). Породотворення почалося ще в кінці XIX століття, але до планомірного розведення приступили у 20-х роках XX століття.

## Поширення
Поширена думка, що ці північні собаки погано почувають себе в міських умовах або на спеці, є невірною. Правильніше вважати цю породу пристосованою до різко континентального клімату. Густе і щільне підшерстя «вовчого» типу дозволяє лайкам легко переносити найрізноманітніші кліматичні й погодні умови. Характерно, що лайки подібного типу з густим і щільним підшерстям зустрічаються також і в жарких районах Центральної й Середньої Азії (Казахстан, Киргизстан, Монголія) і навіть біля екватора, в Африці.
Зараз західносибірську лайку можна зустріти практично скрізь. Широко поширилися вони в Європі й на американському континенті. Ближче за інших знаходиться ця порода і до вихідного «вовчого» типу і, ймовірно, меншої міри доместикована (одомашнена). В усякому разі ознаки, пов'язані з тривалим одомашненням: деформація черепа і скелета, зменшення розмірів голови й головного мозку, редукція зубів, втрата певних «диких» якостей, у тому числі й чуття — у лайки практично не виражена. Досі ця порода зберегла і різноманітність морфотипів і значний потенціал генофонду.

## Характеристика породи
Собака середнього й вище середнього зросту, міцного сухого типу конституції. Рухливий, урівноважений, з добре розвитою реакцією орієнтації, витривалий й невтомний, має яскраво виражену мисливську пристрасть. Злостивість до людей нетипова. Мисливський собака, собака-компаньйон.

## Опис
Голова при погляді зверху гострої клиноподібної форми, з помірковано широкою тім'яною частиною. Потилична частина злегка заокруглена. Перехід від чола до морди виражений, але не різко. Морда гостра, довга, але не вузька. Губи припасовані. Очі невеликі, овальної форми, різко косо поставлені. Темно-карого або карого кольору. Вуха стоячі, високо поставлені, рухливі, у формі витягнутого трикутника. Корпус злегка розтягнутий. Шия м'язиста, без складок, овальна, рівна довжині голови. Груди яйцеподібні, широкі й глибокі, доходять до ліктів. Спина міцна, пряма, широка. Поперек короткий, мускулиста. Живіт підібраний. Кінцівки міцні, м'язисті. Хвіст круто загнутий кільцем на спину або на бік, а також серпом, але при цьому кінцем торкається спини. Добре запушений із прямою твердою шерстю. Підшерстя добре розвинене. На голові й передній стороні кінцівок — коротка. Більш довга шерсть утворює коміри вичіски. Забарвлення біле, сіре, руде і буре усіх відтінків. Мочка носа чорного кольору, при білім забарвленні — коричневого.
Висота в холці: пси: 55 — 63 см, суки: 52 — 59 см. Вага: 18 — 25 кг.

## Догляд
Можна тримати у квартирі за умови тривалих прогулянок в лісі або парку; вигул в місті — тільки на повідець, оскільки це волелюбні собаки й прагнуть обшукувати великі території. Собака дуже охайний; шерсть постійного догляду не вимагає.